# Daniele Rielli
Daniele Rielli (Bolzano, 11 agosto 1982) è uno scrittore italiano.

## Biografia
Laureato in filosofia, nel 2015 ha pubblicato con Bompiani il suo primo romanzo, Lascia stare la gallina. 
Nel 2016 ha pubblicato per Adelphi Storie dal mondo nuovo. 
Nel 2019 è uscito il suo primo documentario Hockeytown, dedicato alla vittoria dell'Hockey Club Bolzano nell'Erste Bank Hockey Liga 2017-2018 ed al legame tra la squadra e la città di Bolzano..
Nel 2020 ha pubblicato per Mondadori il romanzo Odio in cui tratta il tema del capro espiatorio nell'era digitale.
Nel novembre dello stesso anno ha lanciato su YouTube e sulle principali piattaforme audio "PDR - il podcast di Daniele Rielli", un podcast di interviste a personaggi della cultura, dello spettacolo, della scienza e dello sport che ha raggiunto 1 milione di ore di ascolto su YouTube nel gennaio del 2025. 
Nel 2023 ha pubblicato per Rizzoli Il fuoco invisibile, un romanzo sui fatti veri di xylella, la malattia che ha ucciso 21 milioni di ulivi in Puglia, e sulla caccia alle streghe che ne è derivata. Il romanzo è entrato nella dozzina del Premio Strega, ha vinto il premio Sandro Onofri assegnato dalle biblioteche di Roma ed è stato finalista al premio Grand Continent per il miglior romanzo europeo.  
Ha collaborato con Domani, Il Foglio, La Repubblica, La Stampa, Il Venerdì di Repubblica, IL Magazine (Sole 24 ore), Internazionale, Linkiesta e Vice, ed è autore anche di storie per la televisione e il teatro.

## Libri
- 2014 - Quitaly, Indiana Editore (con lo pseudonimo Quit the doner)
- 2015 - Lascia stare la gallina, Bompiani (2015) Oscar Mondadori (2021), ISBN 8804742240
- 2016 - Storie dal mondo nuovo, Adelphi, ISBN 8845931080
- 2020 - Odio, Mondadori, ISBN 880473213X
- 2023 - Il fuoco invisibile, Rizzoli, ISBN 8817173347

## Filmografia
Cinema
2019 - Hockeytown (regia e sceneggiatura)
Televisione
- 2023 The Net (soggetto di serie)
- 2024 - Brennero (soggetto di serie)

## Teatro
2024 Il fuoco invisibile (tratto dall'omonimo libro)

## Podcast
2020–oggi: PDR il podcast di Daniele Rielli
2023: Le regole del venerabile